# روح تلفنی
روح تلفنی (به هندی: Phone Bhoot) و (به انگلیسی: Phone Ghost) فیلمی هندی محصول سال ۲۰۲۲ و به کارگردانی گومیت سینگ است. در این فیلم بازیگرانی همچون کاترینا کایف، ایشان خاطر، سیددانت چاتورودی، جکی شروف، شبا چادها، پولکیت سامرات و وارون شارما ایفای نقش کرده‌اند.